# Mon ami Victor
Mon ami Victor est un film français réalisé par André Berthomieu, sorti en 1931.

## Fiche technique
- Titre : Mon ami Victor
- Réalisation : André Berthomieu, assisté de Georges Lacombe
- Scénario : André Berthomieu, d'après la nouvelle Le Repoussoir de Georges Dolley
- Photographie : Jean Isnard et Georges Périnal
- Décors : Robert-Jules Garnier
- Son : Robert Yvonnet
- Musique : René Sylviano
- Montage : Jacques Desagneaux
- Production : Étoile Film
- Format :  Noir et blanc - 35 mm - Son mono
- Pays d'origine :  France
- Durée : 109 minutes
- Date de sortie : 9 janvier 1931

## Distribution
- René Lefèvre
- Gabrielle Fontan
- Pierre Brasseur
- Simone Bourday
- Alice Aël
- Émile Garandet
- Gabrielle Rosny